# Konstantinos Tsiklitiras
Konstantinos Tsiklitiras (em grego:  Κωνσταντίνος Τσικλητήρας) (Pylos, 30 de outubro de 1888 - 10 de fevereiro de 1913) foi um campeão olímpico grego.
Nascido em Pylos, mudou-se para Atenas para estudar comércio e começou a praticar esportes. Foi jogador de water-polo e de futebol (no Panathinaikos) até dedicar-se ao atletismo, especialmente aos saltos, nos quais foi campeão grego 19 vezes. 
Como atleta, participou dos  Jogos Olímpicos de Londres, em 1908, onde ganhou duas medalhas nos saltos em altura e distância sem corrida, provas hoje não mais existentes no calendário olímpico. Quatro anos depois, em Estocolmo 1912, foi campeão olímpico do salto em distância sem corrida e medalha de bronze em altura.
A carreira de Konstantinos como atleta foi interrompida em 1913, quando ele alistou-se no exército grego para lutar na Guerra dos Balcãs e combateu na Batalha de Bizani. Entretanto, contraiu meningite no campo de batalha e morreu com 24 anos.
Até hoje, é o único grego a ter ganho medalhas em duas Olimpíadas.